# Герцог Графтон
Герцог Графтон (англ. Duke of Grafton) — титул, созданный в 1675 году английским королём Карлом II для своего бастарда Генри Фицроя. Матерью первого герцога была известная фаворитка короля — Барбара Вильерс.
Герцогам Графтон принадлежат ещё три титула, созданные в 1672 году в пэрстве Англии: граф Юстон, виконт Ипсуич и барон Садбери. Старший сын и наследник герцога носит титул учтивости граф Юстон.
Наиболее знаменитый представитель семейства — третий герцог, служивший премьер-министром Великобритании в 1760-х годах. Семейная резиденция — Юстон-холл в Саффолке.

## Список герцогов Графтон
Другие титулы: граф Юстон, виконт Ипсуич и барон Садбери (1672).
- 1675—1690: Генри Фицрой, 1-й герцог Графтон (1663—1690), граф Юстон (1672—1690), внебрачный сын короля Англии Карла II Стюарта от связи с Барбарой Вильерс

Другие титулы (2—9 герцоги): граф Арлингтон, виконт Тетфорд и барон Арлингтон (1672)
- 1690—1757: Чарльз Фицрой, 2-й герцог Графтон (1683—1757), граф Арлингтон (1723—1757), единственный сын 1-го герцога Графтона
  - Чарльз Фицрой, граф Юстон (1714—1715)[1], старший сын 2-го герцога Графтона; умер в детстве
  - Джордж Фицрой, граф Юстон (1715—1747), второй сын 2-го герцога Графтона; умер при жизни отца, не оставив детей
- 1757—1811: Огастес Фицрой, 3-й герцог Графтон (1735—1811), граф Юстон (1747—1757), премьер-министр Великобритании (1768—1770), старший сын лорда Огастеса Фицроя (1716—1741), третьего сына 2-го герцога Графтона
- 1811—1844: Джордж Генри Фицрой, 4-й герцог Графтон (1760—1844), граф Юстон (до 1811), старший сын 3-го герцога Графтона
- 1844—1863: Генри Фицрой, 5-й герцог Графтон (1790—1863), виконт Ипсуич (до 1811), граф Юстон (1811—1844), старший сын 4-го герцога Графтона
- 1863—1882: Уильям Генри Фицрой, 6-й герцог Графтон (1819—1882), виконт Ипсуич (до 1847), граф Юстон (1847—1863), старший сын 5-го герцога Графтона
- 1882—1918: Огастес Чарлз Леннокс Фицрой, 7-й герцог Графтон (1821—1918), лорд Огастес Фицрой (до 1882), второй сын 5-го герцога Графтона
  - Генри Джеймс Фицрой, граф Юстон (1848—1912), старший сын 7-го герцога Графтона; умер при жизни отца, не оставив детей
- 1918—1930: Альфред Генри Фицрой, 8-й герцог Графтон (1850—1930), лорд Альфред Фицрой (1882—1912), граф Юстон (1912—1918), второй сын 7-го герцога Графтона
  - Уильям Генри Альфред Фицрой, виконт Ипсуич (1884—1918), единственный сын 8-го герцога Графтона; умер при жизни отца
- 1930—1936: Джон Генри Фицрой, 9-й герцог Графтон (1914—1936), барон Садбери (1914—1930), старший сын Уильяма Фицроя (1884—1918) и внук 8-го герцога Графтона
- 1936—1970: Чарлз Генри Фицрой, 10-й герцог Графтон (1892—1970), старший сын лорда Чарльза Эдварда Фицроя (1857—1911), внук 7-го герцога Графтона и двоюродный дядя 9-го герцога
- 1970—2011: Хью Денис Чарлз Фицрой, 11-й герцог Графтон (1919—2011), граф Юстон (до 1970), старший сын 10-го герцога Графтона
  - Джеймс Оливер Чарльз Фицрой (1947—2009), граф Юстон, старший сын 11-го герцога Графтона; умер при жизни отца
- 2011 — н. в.: Генри Оливер Чарлз Фитцрой, 12-й герцог Графтон (род. 1978), сын Джеймса Оливера Чарльза Фицроя (1947—2009), графа Юстона, и внук 11-го герцога Графтона.
  - Наследник: Альфред Джеймс Чарльз Фицрой (род. 2012), граф Юстон, единственный сын 12-го герцога Графтона.

## Младшие ветви и известные представители семьи
В 1780 году Чарльз Фицрой (1737—1797), младший брат бывшего британского премьера — 3-го герцога Графтона, был пожалован титулом барона Саутгемптона. Нынешний (с 2015 года) носитель титула — Эдвард Чарльз Фицрой (род. 1955), 7-й барон, прапрапраправнук 1-го барона.
В 1943 году Мюриэл Фицрой (1869—1962; урождённая Дуглас-Пеннант) была в знак уважения заслуг её покойного супруга пожалована титулом виконтессы Дэвентри. Её покойный муж, умерший на своём посту спикер британской палаты общин достопочтенный Эдвард Фицрой (1869—1943), был вторым сыном 3-го барона Саутгемптона.
Во время экспедиции с участием Чарльза Дарвина кораблём «Бигль» командовал внук 3-го герцога Графтона капитан Роберт Фицрой (1805—1865). Его единокровный брат Чарльз Огастес (1796—1858) был лейтенант-губернатором Острова Принца Эдуарда (1837—41), губернатором Антигуа (1842—45) и губернатором Нового Южного Уэльса (1846—55). Именем обоих братьев названы реки в Австралии.